# Chlorhexidin
Chlorhexidin (CHX) ist ein Antiseptikum, das vor allem in der Zahnmedizin verwendet wird. Chlorhexidin wird aufgrund seiner unspezifischen antibakteriellen Wirkung sowohl als Mundspüllösung verwendet als auch als ein auf die Zähne aufgetragener Lack, der den Wirkstoff über einen längeren Zeitraum abgibt. Außerhalb der Zahnmedizin findet es in der topischen Wundheilpflege Verwendung als Desinfektionsmittel auf Pflastern, Wundheilsalben und in Pudern, beispielsweise in der Bauchnabelpflege von Neugeborenen.

## Eigenschaften
Das Molekül liegt in neutraler wässriger Lösung zweifach positiv geladen vor. Es kommt als Chlorid oder Acetat in den Handel, für medizinische Anwendungen wird zumeist Chlorhexidindigluconat verwendet [Chlorhexidinbis(D-gluconat)]. Das Molekül ist spiegelsymmetrisch und enthält zwei Benzolringe. Chlorhexidin ist schlecht löslich in Wasser, jedoch gut in organischen Lösungsmitteln wie Dichlormethan. Im Gegensatz dazu ist das Gluconat gut wasserlöslich.
Inaktiviert wird es durch Natriumlaurylsulfat und Triclosan, beides oft Bestandteile von Zahnpasten. Darum sollte während einer oralen Behandlung mit Chlorhexidin eine natriumlaurylsulfat- und triclosanfreie Zahncreme genutzt werden. Alternativ sollte ein zeitlicher Abstand von mindestens einer Stunde zwischen dem Zähneputzen und der Verwendung von Chlorhexidin eingehalten werden.

## Antibakterielle Wirkung
Chlorhexidin dringt in die bakterielle Zellmembran ein und verändert sie. Bei hoher Konzentration wirkt es bakterizid durch strukturelle Beschädigung der Membran, bei geringer Konzentration führt es zum Verlust kleiner Moleküle und zur Ausfällung cytoplasmatischer Proteine, was bakteriostatisch wirkt. Höchste Aktivität zeigt sich gegen grampositive Kokken wie z. B. Streptococcus mutans, einen der Hauptverursacher der Zahnkaries, geringere gegen grampositive und -negative Stäbchen. Säurefeste Stäbchen (Erreger von Tuberkulose (Mycobacterium tuberculosis), Lepra (Mycobacterium leprae) und Diphtherie (Corynebacterium diphtheriae)) sowie Sporen sind resistent. Moderate Wirkung kann bei behüllten Viren beobachtet werden, unbehüllte sind nicht betroffen.
Chlorhexidin haftet lange auf Zähnen und Mundschleimhaut, ohne durch die Schleimhäute in den Körper einzudringen, was für einen langanhaltenden Effekt spricht. Nach dem Verschlucken wird es in extrem geringen Mengen metabolisiert.

## Verwendung
Chlorhexidin wird aufgrund seiner unspezifischen antibakteriellen Wirkung sowohl als Mundspüllösung verwendet als auch als ein auf die Zähne aufgetragener Lack, der den Wirkstoff über einen längeren Zeitraum (zirka drei bis vier Monate) abgibt. Außerdem gibt es Chlorhexidin-Sprays, -Gele und -Chips.
In der Zahnmedizin wird Chlorhexidin in Konzentrationen von 0,03 bis 2 % (als Chip bis zu 36 %) bei folgenden Indikationen eingesetzt:
- präoperativ (vor oralchirurgischen Eingriffen), um eine relative Bakterienfreiheit zu erreichen und einer Bakteriämie vorzubeugen
- postoperativ, um der beeinträchtigten Mundhygiene im Operationsgebiet entgegenzuwirken
- zum Spülen von Wurzelkanälen im Rahmen einer endodontischen Behandlung (2 %)
- als Erstversorgung oder unterstützend im Rahmen einer Parodontaltherapie:
  - bei bakteriell bedingter Gingivitis oder Parodontitis im Sinne einer Rundumdesinfektion
  - bei ulzerierend-nekrotisierenden Verläufen von Gingivitis (NUG) oder Parodontitis (NUP)
  - als CHX-Gel (1,5 %) und CHX-Chip (30–36 %) zum Einbringen in parodontale Taschen
- zur Hemmung der Neubildung von Zahnplaques (Kariesprävention)
- bei Mundgeruch (Halitosis)
- bei Mundtrockenheit
- im Rahmen der „Full-mouth disinfection“, zum Bürsten des Zungenrückens (1 %) und zum Spülen (0,2 %)
- als Dentalspray (1,5 %) zur Desinfektion von Zahnbürste und Zahnprothese

Die klinische Wirksamkeit von Chlorhexidin als Bestandteil einer Mundspüllösung geht aus einer Reihe von Studien hervor, die in Übersichtsartikeln zusammengefasst wurden. Im direkten Vergleich mit anderen antibakteriell wirksamen Verbindungen erweist sich Chlorhexidin als überlegen, was auf die gute Schleimhauthaftung des Wirkstoffs zurückgeführt wird.
Chlorhexidinhaltige Mundspüllösungen enthalten zur Erhöhung von Wirksamkeit und Haltbarkeit sowie zur Konservierung trotz möglicher Gesundheitsrisiken wie Krebs häufig 6–7 % Ethanol; allerdings gibt es auch wirksame chlorhexidinhaltige Mundspüllösungen ohne Ethanol.
Außerhalb der Zahnmedizin findet es in der topischen Wundheilpflege Verwendung als Desinfektionsmittel, wie z. B. auf Pflastern, Wundheilsalben und in Pudern. So findet Chlorhexidinpuder Anwendung in der Nabelpflege von Neugeborenen. In einer 2009 veröffentlichten Studie hat sich die Nabelpflege mit Chlorhexidinpuder der Trockenpflege als überlegen erwiesen. Die Ergebnisse zeigten auf, „dass durch die Nabelpflege mit Chlorhexidin Puder (1 %) die nabelassoziierten unerwünschten Ereignisse signifikant reduziert wurden im Vergleich zur Trockenpflege.“
Außerdem wird Chlorhexidin zur Hautdesinfektion verwendet und hat sich in einer Studie (in Kombination mit einer 70%igen 2-Propanol-Lösung) als PVP-Iod überlegen gezeigt. Zusammen mit Mupirocin wird es auch zur Eliminierung von MRSA im Nasenvorhof eingesetzt.
Seit Oktober 2014 sollen laut dem Bundesinstitut für Arzneimittel und Medizinprodukte (BfArM) die Produktinformationen um folgenden Risikohinweis ergänzt werden:

„Das Risiko für Verätzungen nach Anwendung von alkoholischen wie auch wässrigen Chlorhexidinlösungen zur Hautdesinfektion vor invasiven Eingriffen scheint nach Analyse von Fallberichten und Veröffentlichungen bei Neugeborenen erhöht.“

## Nebenwirkungen
Die Anwendung von Chlorhexidin verursacht nach längerem Gebrauch wenige, zumeist vollständig reversible Nebenwirkungen:
- Störung der Geschmacksempfindung (Dysgeusie)
- Bräunliche Ablagerungen an Zähnen, Zahnfleisch und Zunge (je nach Produkt in unterschiedlichem Maße[21])
- Desquamation der Epithelzellschicht (selten)
- Anaphylaktische Reaktion[22]

Bei dauerhafter häuslicher Anwendung wird empfohlen, im wöchentlichen Rhythmus abwechselnd Chlorhexidin und eine nicht chlorhexidinhaltige Mundspüllösung zu verwenden, um die genannten Nebenwirkungen zu verringern. Die bräunlichen Ablagerungen an Zähnen und Zunge rühren daher, dass bei der Zerstörung der bakteriellen Zellmembranen bakterielle Proteine denaturiert werden und dabei Disulfidfunktionen zu Thiolfunktionen reduziert werden, die mit den Eisen(III)-Ionen des Speichels dunkel gefärbte Komplexe bilden. Andere Verfärbungen könnten dadurch entstehen, dass im Speichel gelöste Monosaccharide wie Glucose und Fructose mit den Aminfunktionen bakterieller Proteine reagieren (Maillard-Reaktion).
Die ursprüngliche Annahme, dass das Ausmaß der Verfärbungen proportional zur Wirksamkeit chlorhexidinhaltiger Produkte ist, muss aus verschiedenen Gründen in Zweifel gezogen werden. Solange sich nämlich Chlorhexidin in die bakterielle Membran einlagern kann und auch die Substantivität des Chlorhexidins nicht beeinträchtigt wird, sollten chlorhexidinhaltige Produkte ihre Wirksamkeit nicht einbüßen. Versuche, die bräunlichen Ablagerungen durch Reduktionsmittel wie Ascorbinsäure, welche mit Eisen(III)-Ionen reagieren, und durch Nukleophile wie Sulfit-Ionen, welche mit Glucose und Fructose reagieren, zu verhindern, waren dann auch erfolgreich.
So geht aus klinischen Studien mit Parodontitis-Patienten hervor, dass die nachoperative, siebentägige, adjuvante Behandlung mit chlorhexidinhaltigen (0,2 %), ethanolfreien Mundspüllösungen durch Zusatz von Ascorbinsäure und Sulfit nicht beeinträchtigt wird, während das Ausmaß der Verfärbungen durch diesen Zusatz deutlich verringert werden kann (kommerziell eingesetzt als so genanntes „Anti Discoloration System“).
Eine klinische Studie mit gesunden Probanden, welche nicht den Zahnfleischstatus, sondern diverse Plaqueparameter untersuchte, kam dagegen zum Schluss, dass es einen Wirkungsunterschied zugunsten der herkömmlichen Formulierung gibt. Die Autoren führten diesen Unterschied nicht nur auf das fehlende Ethanol, sondern auch darauf zurück, dass die Ascorbinsäure und das Sulfit in der ethanolfreien Mundspüllösung die gewünschte Anhaftung des Chlorhexidins an Zähnen und Zahnfleisch verhindern könnten. Wieso aber die ungeladene Ascorbinsäure, das negativ geladene Ascorbat oder das negativ geladene Sulfit die Anhaftung des zweifach positiv geladenen Chlorhexidins an Zähnen und Zahnfleisch verhindern soll, erklären die Autoren nicht. Die denkbare Kombination im Sinne einer elektrostatischen Anziehung (Coulomb-Gesetz) zwischen negativ geladenem Sulfit oder Ascorbat und positiv geladenem Chlorhexidin zu möglicherweise unlöslichem Chlorhexidin-Sulfit oder Chlorhexidin-Ascorbat findet nicht statt. Die Substantivität des Chlorhexidins sollte also durch Zusatz von Sulfit oder Ascorbinsäure erhalten bleiben.
Die vordergründige Widersprüchlichkeit der Zahnfleischstatus-Studie und der Plaque-Studie liegt wahrscheinlich darin begründet, dass unterschiedliche Studienparameter gewählt wurden. Zwar ist Plaque eine notwendige Voraussetzung für Zahnfleischentzündungen (Gingivitis), doch lässt die Plaque-Studie mit gesunden Probanden streng genommen keine Rückschlüsse auf die Auswirkung eines Produkts auf den Zahnfleischstatus von Parodontitis-Patienten zu. 
Die potentielle Ototoxizität der Hautdesinfektionsmittel, auch des Chlorhexidins, ist bereits seit 1971 bekannt. In der Zwischenzeit wurde durch wiederholte tierexperimentelle Studien bestätigt, dass Chlorhexidin – wenn es ins Mittelohr gelangt, z. B. beim Vorliegen einer Trommelfellperforation – bleibende Hörschäden verursachen kann.

## Handelsnamen
Antebor (CH),
anti-infect Dentalspray (D, A),
Bepanthen Antiseptische Wundcreme (D),
Bepanthen Plus (A, CH),
Cervitec Gel / liquid / Plus (FL),
Chlorhexamed (D, A, CH),
ChloSite Gel (EU, CH),
Cidegol C (D),
Collu-Blache (CH),
Collunosol (CH),
Corsodyl (A, CH),
Curasept ADS (EU, CH),
Cristalmina (ES),
Dentohexin (CH),
DermaPlast (CH),
Dynexan Proaktiv (D),
Eludril (CH),
Hexal-Lösung (D),
Hibidil Sterile Lösung (CH),
Hibiscrub (CH),
Hibital alkoholische Lösung / Tinktur (CH),
Hibitane Konzentrat (CH),
Instillagel (D),
Lifo-Scrub (CH),
Lindosan Wund- und Heilsalbe (A),
Luuf Halspastillen / Rachenspray (A),
Merfen (CH),
meridol med CHX 0,2 % (D, CH),
Neo-Angin Spray (CH),
Nystalocal (D, CH),
Paroex (D, F, CH, I),
Paroguard (EU, CH),
Perio-Aid (A, D, CH, E, NL, IT, UK),
PerioChip (D, A, NL, CH, IT, UK),
PlacAway (GR),
Skinsept F / mucosa (D),
Uro-Tainer (CH),
Vitaderm (A),
Vita-Hexin (CH),
Vita-Merfen (CH),
Vitawund (A)